# Bo Bergström (arkitekt)

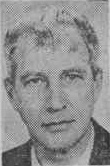
Bo Bergström

Bo Dicksson Bergström, född 27 november 1917 i Stockholm, död där 24 februari 2000, var en svensk arkitekt.
Bergström, som var son till kamrer Dick Bergström och Alice Svensson, avlade studentexamen 1939 och utexaminerades från Kungliga Tekniska högskolan 1946. Han var anställd hos arkitekt Sven-Bertil Jansler i Stockholm 1946, hos Nils Lönnroth 1947, hos Nils Islinger 1948, hos Eric Schuwert 1952 och blev samma år byggnadsarkitekt hos Hakon Ahlberg, där han främst ritade sjukhus. Han anställdes 1966 på Nils G. Brinks arkitektkontor i Örebro och blev 1974 arkitekt hos AB Markobohus i Bromma, där han ritade monteringsfärdiga trähus.